# Iron Monkey (Band)
Iron Monkey ist eine 1994 gegründete Sludge-Band aus Nottingham, welche sich 1999 auflöste und 2017 reformierte.

## Geschichte
Justin Greaves (Ex-Bradworthy), Johnny Morrow, Jim Rushby, Steve Watson (Ex-Cerebral Fix) und Doug Dalziel (Ex-Ironside) gründeten 1994 Iron Monkey. Die Band wurde laut Dalziel ursprünglich mit dem Ziel initiiert, „so viele Menschen wie möglich zu verstören“. Binnen zwei Jahren erspielte sich die Band einen nachhaltigen Ruf als konfrontative Liveband in der Hardcore-Punk-Szene von Nottingham. 1996 veröffentlichten sie eine selbstbetitelte Debüt-EP, welche der Band internationale Underground-Bekanntheit bescherte. Das verbreitete Gerücht, dass Phil Anselmo die EP während einer Überdosis hörte, verschaffte der Band zusätzliche Popularität. Die Gerüchte um die Band, ihre Veröffentlichung und ihre Livepräsenz mündeten 1997 in einem Vertrag mit Earache Records. Zuerst wehrten sie sich jedoch gegen einen Vertrag mit Earache. Im Lauf eines Konzertes bespuckte Morrow den Labelgründer Digby Pearson, um sein Missfallen gegenüber dem Label zum Ausdruck zu bringen. Nachdem es während eines späteren Konzertes zu Ausschreitungen kam, bei welchen ein Großteil des Equipments der Band zerstört wurde, zwangen wachsende finanzielle Probleme Iron Monkey dazu, in das Angebot von Earache einzuwilligen. In der Zwischenzeit wurde Steve Watson durch Dean Berry ersetzt. Das von Andy Sneap produzierte Our Problems wurde international anerkannt, zumeist positiv Besprochen und gilt mittlerweile als häufig vergessener Klassiker des Genres.
Im folgenden Jahr erschien die EP We’ve Learned Nothing über Man’s Ruin Records. Die EP wurde einzeln und als Teil einer Split-EP mit Church of Misery veröffentlicht. Das Jahr beging die Band einem Auftritt auf den Dynamo Open Air und einer Tournee durch Osteuropa als Vorband für Pro-Pain. Unterdessen verließ Jim Rushby die Band und wurde durch Stu O’Hara von Acrimony ersetzt. Trotz des Vertrages mit Earache und der Buchungen als Vorband und auf dem großen Festival verfügte die Band nur über geringe finanzielle Mittel.

„we were so fucking poor, […] I remember we played at Dynamo—massive festival—and we were looking around on the ground for loose change and lighters after Metallica had headlined and the lights came up. It was that bad.“

„Wir waren so arm, ich kann mich daran erinneren wie wir auf dem Dynamo -einem Riesenfestival- gespielt haben, und nachdem Metallica ihren Headliner-Auftritt absolviert hatten und es wieder hell wurde, auf dem Boden nach verlorenem Wechselgeld und Feuerzeugen suchten. So schlimm war es.“

Laut Greaves warfen die Bandmitglieder nach dem Auftritt auf dem Dynamo Steine durch die Scheiben des Büros des Veranstalters, da dieser der Band das vereinbarte Honorar vorenthielt.
Während der Tour mit Pro-Pain verschlechterte sich der Gesundheitszustand von Johnny Morrow. Ein polnischer Arzt erklärte Morrow, dass er aufgrund einer Nierenerkrankung in Lebensgefahr schwebe und empfahl dem Musiker, schnellstmöglich heimzukehren und ärztliche Hilfe in Anspruch zu nehmen. Weder das Management, noch Earache Records stellten ihm das Geld für die Heimkehr zur Verfügung, daraufhin übernahmen Pro-Pain die Kosten aus den Gewinnen ihres Merchandisings. Als Reaktion auf das Verhalten des Labels verlangten Iron Monkey eine Vertragsauflösung von Earache Records. Als Earache jedoch eine Vertragskündigung verweigerten, lösten Iron Monkey sich im September 1999, zehn Tage nach dem Abbruch der Tour, auf.
Die Bandmitglieder blieben als Musiker aktiv, jedoch nicht mehr in einer vollständigen Iron-Monkey-Konstellation. Greaves, Rushby und Morrow formierten kurz nach dem Ende von Iron Monkey Armour of God. Dalziel, Berry und O’Hara gründeten Dukes of Nothing. Greaves spielte unter anderem in bekannten Projekten wie Teeth of Lions Rule the Divine, Electric Wizard und Crippled Black Phoenix. Morrow gründete mit anderen Musikern My War und Murder One. Im Sommer des Jahres 2002 erlag Morrow in Folge seiner Krankheit einem Herzinfarkt.
Maniac Beast Records veröffentlichten 2003 die CD Ruined by Idiots, eine Sammlung mit raren Aufnahmen und Livemitschnitten. Earache Records veröffentlichten, ohne Absprache mit den verbliebenen Musikern, 2012, zum Todestag von Morrow, die Box Iron Monkey / Our Problems. Die Box enthielt das Album und die EP sowie Linernotes von Steve Watson und eine Widmung für Morrow. Greaves bezeichnete die Veröffentlichung als Affront und die Widmung als „total bullshit“. Im Januar 2017 gaben Watson und Rushby eine Reunion unter dem gleichen Bandnamen, ohne die früheren Bandmitglieder bekannt. Als neuer Sänger wurde Shannon Briggs, von Chaos U.K. präsentiert. Die Verlautbarung ging mit der Bestätigung einher, einen Vertrag mit Relapse Records unterzeichnet zu haben. Greaves kommentierte die Entwicklung auf Facebook und nannte die Reunion einen Fehler, von welchem er gehofft habe, dass er nicht von Iron Monkey begangen würde. Insbesondere nach Morrows Tod erschien ihm ein solcher Schritt nicht möglich.

## Stil
Im Rock Hard wurde der Musik „redneckige[r] Südstaatenflair auf der einen und reichlich nihilistische[s] Tieftongewummere auf der anderen Seite“ zugeschrieben. Der Gesang wurde unterdessen als „astreines Black Metal-Gekreische[sic!]“ beschrieben. Dem synkopischen Rhythmus wird Groove und Swing attestiert, während das Gitarrenspiel als „Black-Sabbath-beeinflusstes lähmendes und dröhnendes Riffing“ bezeichnet wird.
Musikalisch werden Iron Monkey meist dem Sludge zugerechnet und mit EyeHateGod verglichen. Greaves bezeichnete diesen Bezug als naheliegend und ergänzte, dass die stilistische Nähe aus den gleichen Einflüssen entstand. Iron Monkey bezogen sich ihm zufolge ebenso wie EyeHateGod auf Black Sabbath, Saint Vitus und Black Flag. Beiden Bands wird eine hohe Ähnlichkeit, insbesondere durch den „gequälten und angestrengten“ Gesang und das „langsame jedoch rohe und bereite Riffing“ zugeschrieben. Iron Monkey seien allerdings „eingängiger und weniger verstörend“.
Die nach der Reunion präsentierte Musik wurde in Rezensionen weiterhin dem Sludge zugerechnet. Allerdings wird der Musik ein höheres Tempo sowie ein höherer Hardcore-Punk-Anteil bescheinigt.

## Diskografie
- 1996: Iron Monkey (Album, Union Mill)
- 1997: Iron Monkey (Album, Earache Records)
- 1998: Our Problem (Album, Earache Records)
- 1999: Iron Monkey/Church of Misery (Split-EP mit Church of Misery, Man’s Ruin Records)
- 1999: We’ve Learned Nothing (EP, Man’s Ruin Records)
- 2002: Ruined by Idiots: Live and Unleashed (Kompilation, Maniac Beast Records)
- 2009: Iron Monkey/Our Problem (Boxset, Earache Records)
- 2017: 9-13 (Album, Relapse (Rough Trade))